# Il mistero del castello
Il mistero del castello (The Kiss of the Vampire) è un film del 1963 diretto da Don Sharp.

## Trama
Gerald e Marianne Harcourt sono una coppia in luna di miele in Baviera.  A causa di un guasto all'automobile si fermano in uno sperduto paese. Vengono notati da un signore locale, il dottor Ravna, il quale li invita nel suo castello, tuttavia solo in un secondo momento si scopre che in realtà egli è un vampiro assetato di sangue.

## Produzione
Il film andò in produzione il 7 settembre 1962 ai Bray Studios.
Originariamente destinato a essere il terzo film della serie della Hammer dedicata a Dracula (iniziatasi nel 1958 con Dracula il vampiro), finì con l'essere un altro tentativo da parte della Hammer Film Productions di fare un sequel senza Christopher Lee. La sceneggiatura finale, firmata da Anthony Hinds, prosegue il discorso cominciato con Le spose di Dracula, in cui il vampirismo è visto come una malattia sociale che affligge chi sceglie uno stile di vita decadente.
Il finale era quello originariamente destinato a Le spose di Dracula, essendo quello del romanzo da cui è tratto quel film. Tuttavia, Peter Cushing si oppose, perché, secondo lui, Van Helsing non sarebbe mai ricorso alla stregoneria. Ed è stato qui recuperato.
Distribuzione
Fu proiettato negli Stati Uniti nel 1963 e nel Regno Unito nel 1964.

## Distribuzione

### Home video
Il film è stato pubblicato in DVD, in Italia, dalla Sinister nel 2014.

## Critica
Il mistero del castello è stato accolto dalla critica nel seguente modo: sull'aggregatore di recensioni Rotten Tomatoes il film ha ottenuto un punteggio medio del 89% sul 100% mentre su Imdb il pubblico lo ha votato con 6.3 su 10